# Idade dos Reis
O período que decorre entre o assassínio de Henrique IV de França (1610) e a Guerra de Independência dos Estados Unidos da América (1775 – 1783) é por vezes designado por Idade dos Reis porque a marcha dos acontecimentos foi dominada por um certo número de monarcas excepcionais, muitos deles com poderes absolutos, que pensavam serem deles por vontade de Deus. A era do «direito divino dos reis» foi anunciada por Jaime VI da Escócia e I de Inglaterra, mas também foi nesses reinos que o conceito foi mais fortemente atacado. Carlos I, filho de Jaime, foi decapitado por «traição contra o Estado», e todos os monarcas ingleses que se lhe seguiram tiveram os seus poderes reduzidos.
Em França, o quadro era muito diferente. Três reis chamados Luís — XIII, XIV e XV —, cujos reinados somados cobriram 164 anos, exerceram o poder absoluto directamente ou através dos seus ministros. A história da Rússia, durante este período, foi dominada por Pedro, o Grande (r. 1682-1721), e a da Suécia , pelo seu inimigo Carlos XII (r. 1697-1718). As rivalidades entre Frederico o Grande, da Prússia, e a imperatriz Maria Teresa d'Áustria  (1745 - 1765) levaram a Europa a longas guerras que arruinaram a maior parte da Europa no século XVII. Porém, o poder de todos esses soberanos era demasiado. Uma crescente ênfase na supremacia da razão sobre a religião, nos assuntos humanos - um legado do Renascimento - contribuiria para o declínio e colapso das monarquias.